# Thích Quảng Ðức

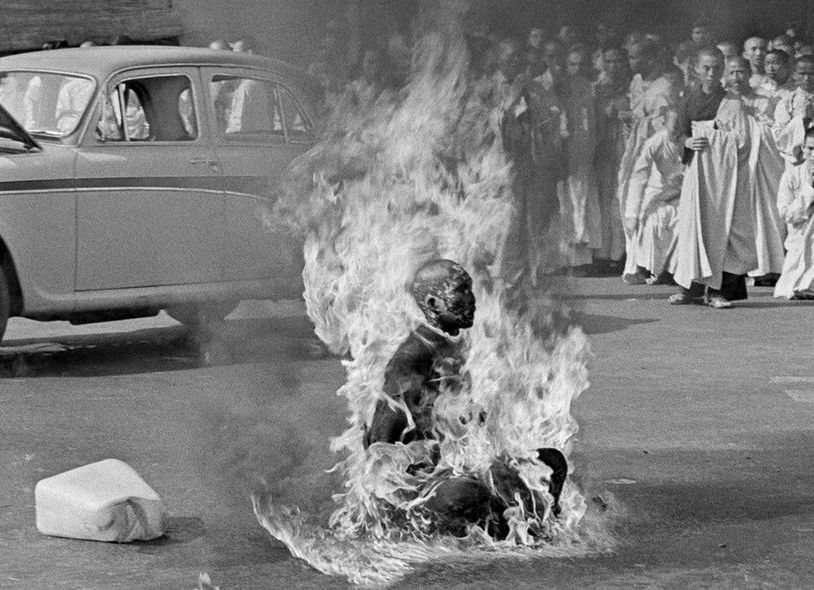
Fotografia palącego się Thích Quảng Ðứca, za którą jej autor Malcolm Browne otrzymał nagrodę World Press Photo of the Year za rok 1963

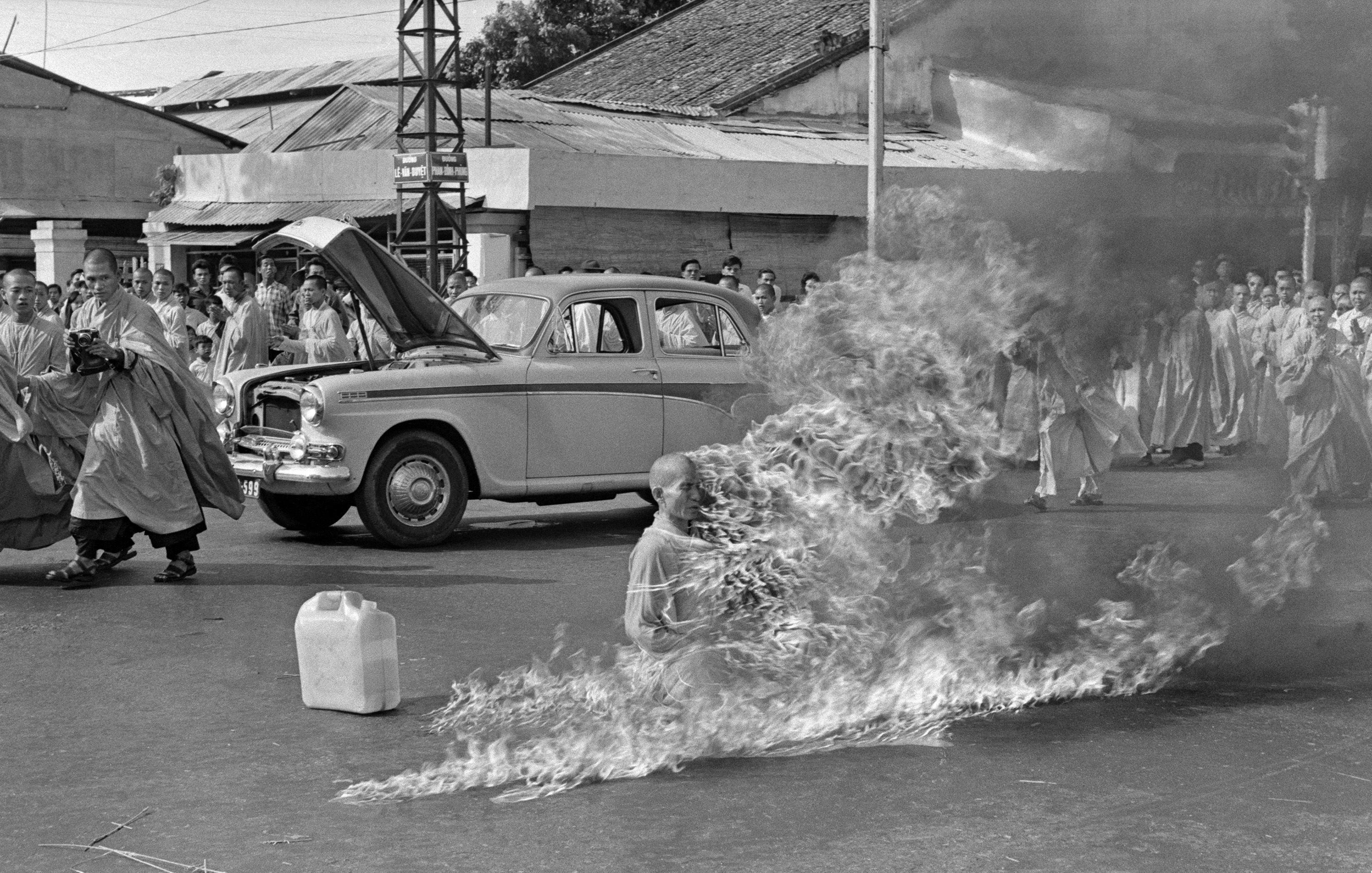
Tragedia z innego ujęcia

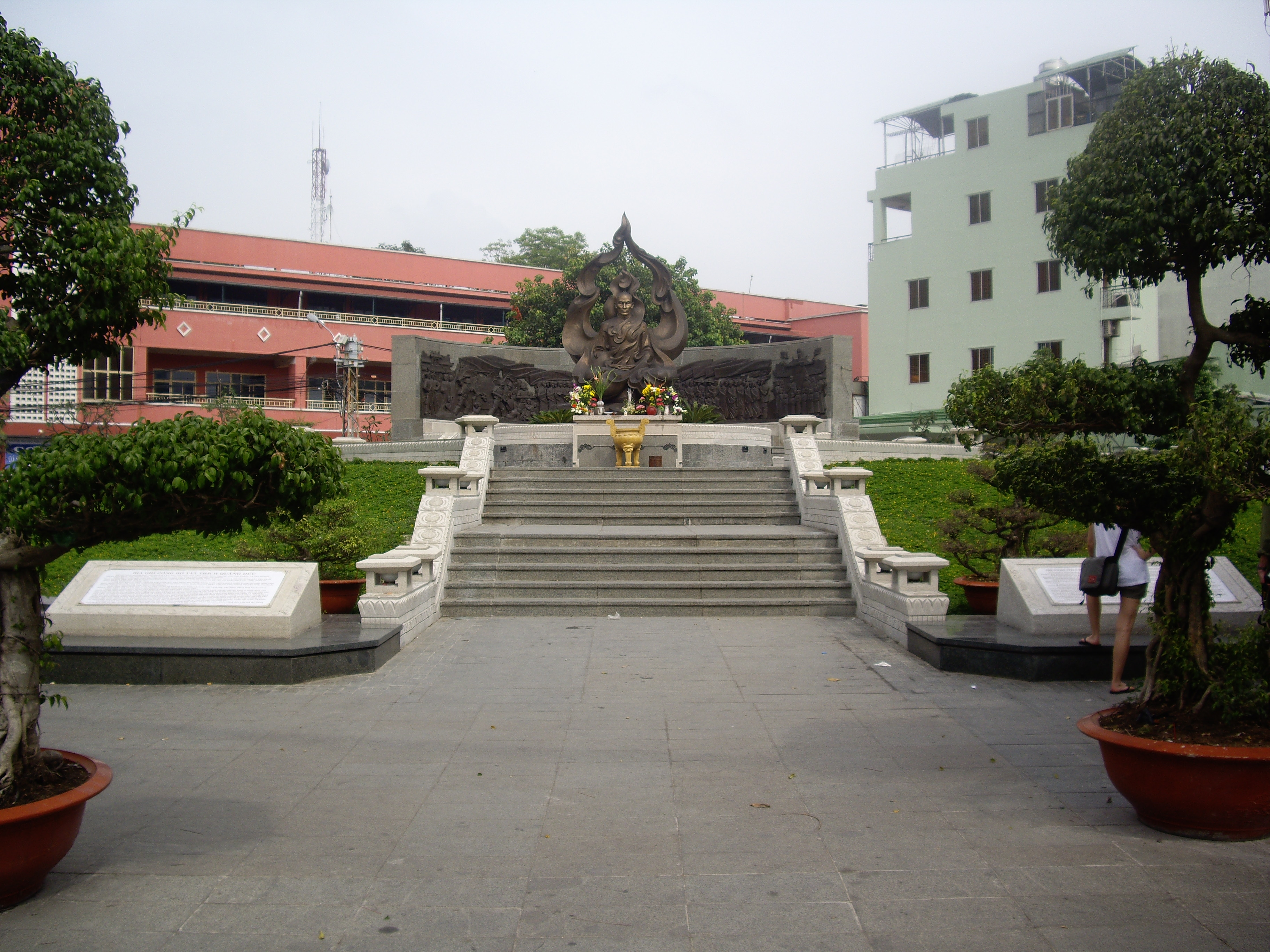
Pomnik Thích Quảng Ðứca w Ho Chi Minh

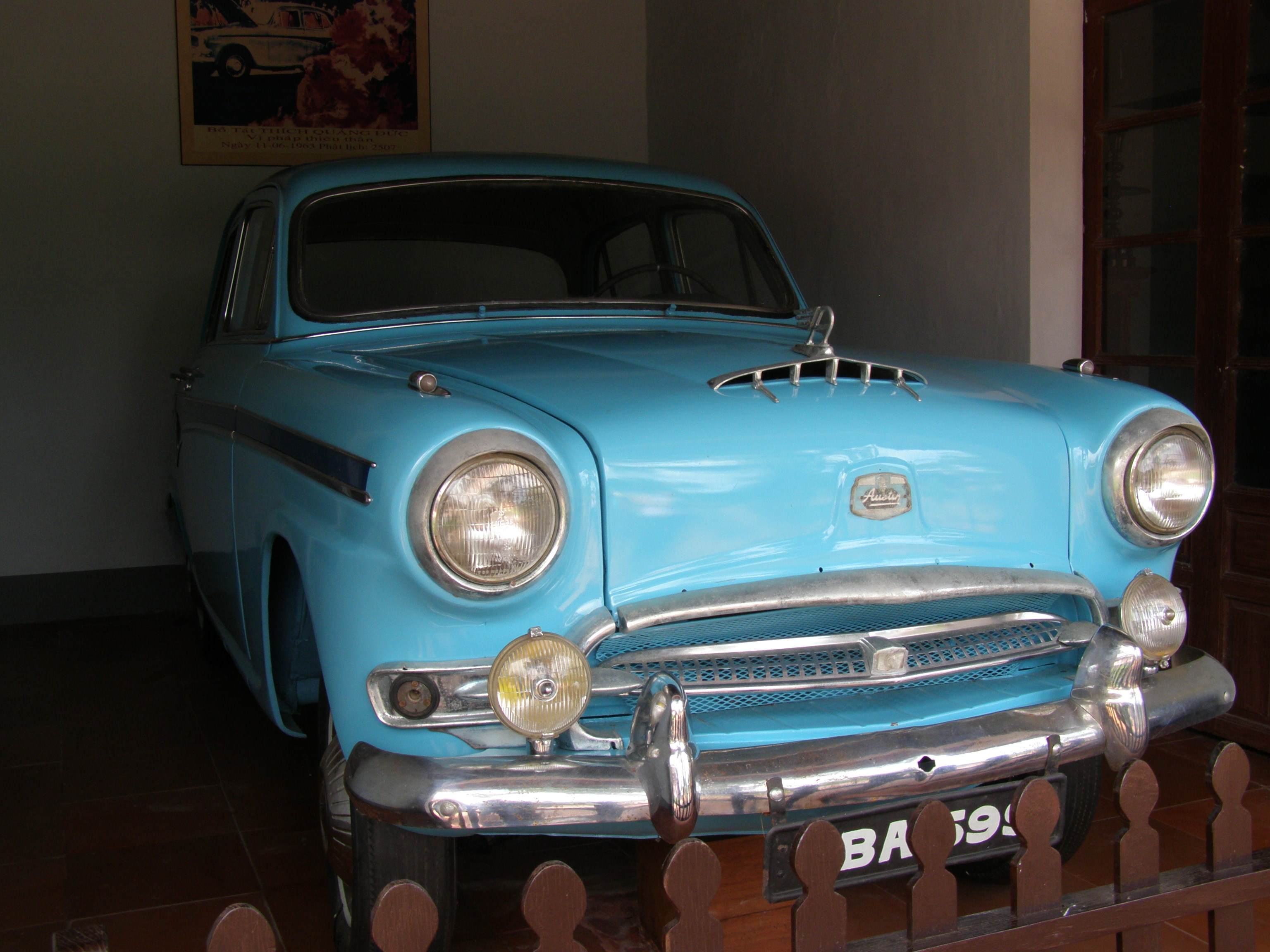
Samochód Thích Quảng Ðứca Austin A95, do dziś przechowywany w klasztorze w Huế

Thích Quảng Ðứcⓘ [tʰǐk̟ kʷâːŋ ɗɨ̌k], właściwie Lâm Văn Tức (ur. 1897 w Hội Khánh, zm. 11 czerwca 1963 w Sajgonie) – buddyjski mnich mahajany, który dokonał aktu samospalenia w proteście przeciwko dyktaturze i prześladowaniom buddyzmu w Wietnamie Południowym przez rząd katolickiego prezydenta Ngô Đình Diệma.

## Życiorys
Urodził się w Hội Khánh w prowincji Khánh Hòa w centralnej części Wietnamu jako Lâm Văn Tức. Miał sześcioro rodzeństwa. Jako siedmiolatek wstąpił do klasztoru mahajany, w wieku dwudziestu lat został mnichem i przyjął imię Thích Quảng Ðức. W 1932 roku zajął się nadzorowaniem budowy świątyni, pod jego kierownictwem łącznie powstało 31 obiektów sakralnych. Pracował także jako nauczyciel. W 1943 roku zamieszkał w Sajgonie, gdzie pełnił funkcję przewodniczącego komisji do spraw obrzędów ceremonialnych. Stał się jednym z czołowych przedstawicieli buddyzmu w Wietnamie. Później zamieszkał w buddyjskim klasztorze w Huế. 

## Okoliczności śmierci
Na początku lat 60. w Wietnamie Południowym katolicki prezydent Ngô Đình Diệm prześladował buddyzm, którego wyznawcy stanowili 70% społeczeństwa(według badaczy buddyści stanowili zaledwie 25% mieszkańców Wietnamu Południowego). Diệm zakazał publicznego obchodzenia świąt buddyjskich, jednak 8 maja 1963 roku w Huế celebrowano urodziny Buddy. Demonstracja została stłumiona przez siły rządowe, zginęło dziewięć osób, w tym dwoje dzieci. Prezydent nie przyznał się do użycia siły wobec obywateli, co podsyciło falę protestów w całym kraju. 
10 czerwca 1963 roku współpracownicy Thích Quảng Ðứca poinformowali w prywatnej korespondencji dziennikarzy z amerykańskiej agencji prasowej, że nazajutrz przed budynkiem ambasady Kambodży dojdzie do jakiegoś ważnego wydarzenia. Ze względu na zmęczenie opinii publicznej tematem protestu buddystów, tylko nieliczni dziennikarze pojawili się na miejscu.
11 czerwca 1963 roku około godziny 10.00 rozpoczął się marsz buddystów, na którego czele jechał niebieski sedan marki Austin Westminster (model A95). Demonstranci mieli ze sobą transparenty w językach angielskim i wietnamskim. Na skrzyżowaniu z samochodu wysiadł Thích Quảng Ðức w towarzystwie dwóch innych mnichów. Jeden z nich podłożył mu poduszkę, na której ten usiadł w pozycji kwiatu lotosu. Drugi – wylał na niego benzynę z pięciolitrowego kanistra. Następnie Ðức odmówił mantrę, której w buddyzmie używa się do uspokojenia myśli, po czym podpalił się zapałką. Ciało buddysty paliło się dziesięć minut, a później osunęło się na ziemię. W międzyczasie jeden z mnichów wypowiadał do mikrofonu hasła: Buddyjski mnich spalił się na śmierć! Buddyjski mnich stał się męczennikiem! w języku angielskim oraz wietnamskim. Zdarzenie widziały dziesiątki ludzi, między innymi David Halberstam, dziennikarz The New York Times, który napisał:

(...) płomienie obejmowały człowieka; ciało powoli kurczyło się, głowa czerniała, zwęglała się. Było czuć woń palącego się ludzkiego ciała; ludzkie życie spłonęło tak szybko. Słyszałem szloch Wietnamczyków, którzy gromadzili się coraz licznej. Byłem nazbyt zszokowany, aby płakać, nazbyt zdezorientowany, aby robić notatki czy zadawać pytania, nazbyt oszołomiony, aby o czymkolwiek myśleć... Płonąc nie poruszył się, nie wydał ani jednego dźwięku, jego zewnętrzny spokój kontrastował z otaczającymi go płaczącymi ludźmi.

Wydarzenie zostało udokumentowane przez Malcolma Browne’a:

To była noc 10 czerwca 1963 roku. Duc zadzwonił do mnie mówiąc: Panie Browne, proszę przyjść do takiej i takiej pagody jutro o szóstej rano. Wydarzy się coś naprawdę istotnego. Od razu wiedziałem że jest nietypowo – zgromadził się tam tłum buddyjskich mnichów i mniszek, wiele z nich płakało. Dwóch młodych mnichów wyciągnęło plastikowy kanister z benzyną, polało nią starszego i zrobiło krok w tył. Thich Quang Duc zapalił zapałkę, którą trzymał na brzuchu i podpalił się. Oniemiałem, oblał mnie zimny pot, z najwyższym trudem skupiłem się na ostrości, naświetlaniu, robieniu zdjęcia. Byłem przerażony. Wielokrotnie pytano mnie, czy mogłem powstrzymać samobójstwo. Nie mogłem. Stała tam zwarta grupa około dwustu mnichów gotowych zablokować mnie, gdybym spróbował się ruszyć. Kilku z nich rzuciło się pod koła wozu strażackiego. Po latach mam jednak poczucie, że przyczyniłem się do tej śmierci. Że starszy mnich nie zrobiłby tego, gdyby nie był pewny obecności reportera, który przekaże relację światu.

Ciało Thích Quảng Ðứca zostało skremowane. Wyjątkiem było jego serce, które stało się relikwią. Samochód, którym przyjechał do Sajgonu jest przechowywany jako pamiątka w klasztorze w Huế.

## Reakcja władz
Prezydent uznał śmierć Thích Quảng Ðứca  za spisek ze strony Kambodży i USA. Pojawiły się zarzuty, że Browne odurzył mnicha i nakłonił go do samobójstwa, w celu napisania atrakcyjnego artykułu. 
Trần Lệ Xuân, żona brata prezydenta, powiedziała w telewizji: Człowiek powinien zaklaskać w obie dłonie patrząc na widowisko, jakie zgotował nam smażący się żywcem mnich.
Historia Thích Quảng Ðứca była wykorzystywana przez komunistyczną propagandę, która interpretowała ją jako protest przeciwko imperializmowi.

## Reakcje społeczeństwa
Mahajana uznaje Thích Quảng Ðứca jako bódhisattvu, czyli takiego, który jest w stanie osiągnąć duchowe przebudzenie, chociaż wielu buddystów nie zgadza się z tym stwierdzeniem, gdyż akt samospalenia jest niezgodny z nauką tej religii.
Zdjęcie palącego się mnicha wykonane przez Malcolma W. Browne’a zostało wyróżnione nagrodą World Press Photo of the Year za rok 1963. W 1964 roku otrzymał on również Nagrodę Pulitzera.
W 1992 roku amerykański zespół rockowy Rage Against the Machine umieścił zdjęcie palącego się Thích Quảng Ðứca na okładce swego debiutanckiego albumu. To samo zdjęcie zostało już wcześniej, w 1989 roku umieszczone na okładce albumu Faces, Forums & Illusions kanadyjskiej grupy Delerium.
Jedna z ulic w Ho Chi Minh nosi imię Thích Quảng Ðứca.